# Абдул Рахман аль-Ар'яні
Абдул Рахман аль-Ях'я Ар'яні (араб. عبد الرحمن الإرياني, трансліт. ʿAbd al-Raḥmān Yaḥyā al-Iryānī; 1908 — 14 березня 1998) — єменський військовик і державний діяч; другий президент Єменської Арабської Республіки. аль-Ар'яні обіймав посаду міністра вакуфів у першому республіканському уряді Північного Ємену, а згодом став єдиним цивільним політиком, який очолював Північний Ємен. Зрештою він був скинутий Ібрагімом аль-Хамді і помер у вигнанні.

## Життєпис
Народився у селі Ар'ян 1908 року. Його батько був головним суддею Єменського Мутаваккілітського Королівства та видатним знавцем шаріату, його мати займалась доброчинністю. Освіту здобував у рідному селі, де навчався до 16 років, після чого поїхав до Сани навчатись у школі шаріату, де здобув релігійну освіту. Кілька років працював імамом суду (до 1937), потім отримав пост судді.
За часів монархії був лідером опозиційної групи «аль-Ахрар». Обіймав посаду міністра релігійних пожертв у першому національному уряді Північного Ємену та був цивільним службовцем. Активно виступав проти монархів Ємену, беручи участь у діяльності опозиційної групи «аль-Ахрар» («Свобода»), що прагнула досягнути встановлення республіканського устрою. У лютому 1948 року брав участь у «конституційній революції» руху «Вільний Ємен» проти короля-імама, спрямованій на встановлення конституційної монархії, а після її провалу був засуджений до 5 років ув'язнення.
1954 року отримав місце у Верховному шаріатському суді. 1955 року за свою антимонархічну діяльність в «аль-Ахрар» був засуджений до смертної кари, однак за кілька хвилин до страти отримав відстрочку від короля-імама Ахмада. Був ув'язнений, де пробув 7 років до падіння монархії та перемоги революції. Загалом в ув'язненні провів близько 15 років до свого остаточного звільнення 1962 року.
Після революції 26 вересня 1962 року отримав посаду міністра у справах релігії. Потім обіймав посади міністра юстиції, заступника прем'єр-міністра, члена Ради революційного командування, члена Президентської ради. Від 5 жовтня 1963 до 10 лютого 1964 року — віце-президент і голова Виконавчої ради ЄАР (прем'єр-міністр). У 1964—1965 роках був членом Політбюро ЄАР, заступником прем'єр-міністра, членом Президентської ради.
5 листопада 1967 року став президентом країни, доклав основних зусиль до примирення монархічних і республіканських кіл. Різко засуджував втручання Єгипту й Саудівської Аравії до внутрішніх справ Ємену, особливо — допомогу республіканцям.
1970 року досягнув національного примирення з прибічниками королівської влади та встановив формальні відносини з Саудівською Аравією. 1972 року досягнув попередньої згоди з Південним Єменом щодо об'єднання двох частин країни, на базі якої відбулось об'єднання двох держав 1990 року. За часів його правління відбулись перші в історії країни парламентські вибори, а також було ухвалено першу конституцію.
Добровільно пішов у відставку 13 червня 1974 року, щоб уникнути кровопролиття за умов кризи, що зростала. У подальшому жив у Сирії, де й помер 1998 року у віці 89 років.